# أبراهام سينكوف
أبراهام سينكوف (بالإنجليزية: Abraham Sinkov)‏ (22 أغسطس 1907 – 19 يناير 1998) هو محلل شفرات أمريكي. وتولى عدة مناصب قيادية في فترة الحرب العالمية الثانية بصفته مسؤولًا لدى خدمة استخبارات الإشارات الخاصة بالجيش الأمريكي، ومن ثم انتقل للعمل في وكالة الأمن القومي بعد انتهاء الحرب حيث عُين نائب المدير. وبعد تقاعده في عام 1962 اشتغل في تدريس الرياضيات لدى جامعة ولاية أريزونا.

## السيرة الشخصية
وُلد سينكوف في فيلادلفيا لأبوين يهوديين من روسيا، ونشأ في بروكلين. وبعد تخرجه في مدرسة البنين الثانوية في بروكلين حصل على درجة البكالريوس في الرياضيات من كلية مدينة نيويورك. وبمحض المصادفة كان سينكوف زميلًا لعالم الرياضيات سلومون كولباك وصديقه المقرب في المدرسة الثانوية وفي الكلية. ومن ثم اشتغل سينكوف في التدريس في مدارس نيويورك ولكنه تضجر من أوضاع عمله وكان متلهفًا لتسخير معرفته الرياضية في أغراض عملية.

### مطلع حياته العملية
حصل سينكوف على فرصة لتغيير وظيفته عام 1930. فقد تقدم كلًا من سيكوف وكولباك لأداء اختبار الخدمة المدنية وتقدما في مناصبهما. وفي يوم ما حصل كلاهما على مجموعة خطابات غامضة من واشنطن للاستفسار عن معرفتهما باللغات الأجنبية. وكان سينكوف يتحدث الفرنسية وكولباك يتحدث الأسبانية، وبناء على ذلك وافق رئيسهما المستقبلي على توظيفهما وعرض عليهما فرصة العمل كمحللي شفرات مبتدئين. ورغم أن كلاهما لم يدرِعلى وجه التحديد ماهية عمل محلل الشفرات ولكنهما وافقا على العرض على أي حال.
والمهمة الرئيسية التي تتولاها منظمة خدمة استخبارات الإشارات (SIS) هي تجميع الأكواد والشفرات لصالح الجيش الأمريكي. وكان سينكوف ثالث شخص يعمل لدى تلك المنظمة، وكان كولباك الرابع. أما مهمتها الثانوية فهي محاولة فك التشفير عن بعض الأكواد الأجنبية. ولم يكن جمع الاستخبارات هدفًا من ذلك ولكن الهدف الحقيقي هو السماح لمحللي الشفرات بمواكبة التطورات الحديثة في مجالهم.
ومن ثم جعل ويليام فريدمان (رئيس المنظمة) موظفيه يدرسون مساقًا تعليميًا صارمًا لدراسة مذهبه في علم التشفير لصقل مهاراتهم في صناعة الشفرات والأكواد وتحليلها. كما أن فريدمان شجعهم على السعي وراء تحسين ذاتهم، ولذلك دربهم في معسكرات صيفية في فورت ميد لكي ينالوا مراتبهم في القوات العسكرية الاحطياتية. ولاحقًا حصل كلًا من سينكوف وكولباك على درجة الدكتوراه في الرياضيات. وقد حصل سينكوف على درجة الدكتوراه في الرياضيات عام 1933 من جامعة جورج واشنطن. وفي عام 1936 عُين سينكوف في منطقة قناة بنما حيث أنشأ أول موقع تنصت للجيش الأمريكي خارج حدود الولايات المتحدة القارية.

### الحرب العالمية الثانية
استمرت خدمة استخبارات الإشارات في الازدهار ببطئ في أوائل الثلاثينيات. ولكن فيما بعد عام 1935 نجحت المنظمة عدة مرات في فك شفرات رسائل اليابان الدبلوماسية باستخدام الأنظمة الآلية مما أفاد الحكومة الأمريكية بمعلومات حاسمة على مدار سلسلة من الأزمات. وقد أدت تلك النجاحات إلى نتائج إيجابية للمنظمة على أرض الواقع، وصارت محل احترام بين القادة العسكريين. وبعدما أدرك الجيش أهمية تلك المنظمة الصغيرة في قراءة رسائل العدو الحساسة أمر سلاح الإشارة بزيادة ميزانية المنظمة وسمح بتعيين المزيد من محللي الإشارات.
وفي عام 1940 ورغم أن الولايات المتحدة لم تكن طرفًا في الحرب تبادلت بريطانيا والولايات المتحدة بعض المعلومات التقنية. فقد شاركت كلتا البلدين في مشاركة المعلومات التشفيرية بحذر شديد، حيث بينت بريطانيا في تلك الرسائل المشفرة مدى نجاحها المحلوظ في التغلب على أنظمة الألمان المتقدمة، كما بينت الولايات المتحدة نجاحها المناظر ضد اليابانيين. وقد أدى ذلك إلى مستوى غير مسبوق من التعاون في مجال استخبارات الاتصالات بين البلدين خلال الحرب مما أدى إلى تعيين المزيد من الموظفين لصالح المنظمة، وزيادة ميزانيتها، وزيادة نطاق الأنشطة الموكلة لها.

### مهمة سينكوف
وفي يناير 1941 عندما شرعت بريطانيا في محاربة ألمانيا النازية قبل عام من دخول الولايات المتحدة الحرب تم اختيار النقيب سينكوف ليكون عضوًا في الوفد الولايات المتحدة إلى المملكة المتحدة لمشاركة المعلومات حول برامج الدولتين المتعلقة بالتشفير. وعاد الوفد في أبريل للإفادة بنتائج متباينة. فقد شاهد سينكوف وزملائه حديقة بلتشلي حيث يقع المقر الرئيسي السري لوكالة التشفير البريطانية، ومن ثم تبادلوا المعلومات بشأن أنظمة التشفير الخاصة بالألمان واليابانيين. ولا تزال المعلومات التي أفصح عنها البريطانيون للأمريكيين بشأن نجاحهم في فك شفرة الإنيجما الألمانية أمرًا مبهمًا حتى الآن، ولكن سينكوف ذكر أنهم أُخبروا بمسألة الإنيجما لوقت قصير قبل موعد رحيل الوفد مباشرة، وأن التفاصيل التي اطلعوا عليها كانت غامضة. ولكن على أي حال حققت تلك المهمة نجاحًا بوجه عام وساهمت في تقوية العلاقات بين الولايات المتحدة والمملكة المتحدة فيما يتعلق بتكنولوجيا التشفير.
وبعد هجوم اليابانيين على بيرل هاربور في 7 ديسمبر 1941 شن اليابانيين هجومًا على جزر الفلبين بصفة مماثلة. وأُمر الفريق دوجلاس مكآرثر بمغادرة الفلبين وإعادة بناء مقر الجيش الأمريكي في أستراليا حيث يمكن إطلاق الهجمات المضادة على اليابان. وأدرك مكآرثر في ذلك الوقت ضرورة وجود دعم من محللي التشفير ولذلك قرر إنشاء المكتب المركزي في 15 أبريل 1942 بمساعدة مجموعة من علماء التشفير الأمريكيين ممن أجّلوا من الفلبين إلى جانب علماء التشفير الأستراليين ووحدات الحلفاء. وشرع المكتب المركزي في العمل في ميلبورن ثم انتقل إلى بريزبان.
وفي يوليو 1942 وصل الرائد سينكوف إلى ميلبورن بصفته قائد كتيبة الجيش الأمريكي في المكتب المركزي. وطبقًا للأوراق الرسمية كان النقيب سبنسر أكين مديرًا للمكتب المركزي ولكنه كان نادرًا ما يزور تلك المنظمة. وكان أكين يعمل إلى جانب سينكوف في واشنطن وبنما ولذلك كلفه بتولي مسؤولية إدارة المكتب المركزي.
وقد تمكن سينكوف من توحيد جهود العلماء الأمريكيين والأستراليين في وحدة مترابطة، وذلك بفضل قدراته في التنظيم والقيادة بالإضافة إلى مهاراته في الرياضيات. وفي فترة وجيزة أصبح المكتب المركزي منتج استخبارات الإشارات الموثوق به من قبل مكآرثر وقادته العسكريين. وبفضل استخبارات الإشارات انتصر الحلفاء في حربهم ضد اليابان كما أنها مكنت مكآرثر من تحقيق عدة انتصارات مذهلة في الحملة الأرضية التي أقامها في غينيا الجديدة والفلبين.

### فترة ما بعد الحرب
وبعد انتهاء الحرب انضم سينكوف من جديد إلى خدمة استخبارات الإشارات التي أصبحت تُعرف بوكالة الأمن العسكري. وفي عام 1949 عندما أُنشئت وكالة أمن القوات المسلحة (وهي أول منظمة تحليل شفرات مركزية في الولايات المتحدة) عُين فيها سينكوف رئيس برنامج أمن الاتصالات. واحتفظ بمنصبه حتى بعد تحول المنظمة إلى وكالة الأمن القومي.
وفي عام 1954 أصبح سينكوف ثاني مسؤول في وكالة الأمن القومي يلتحق بالكلية الحربية الوطنية. وعقب عودته عُين نائب مدير الإنتاج، وبذلك تبادل وظيفته مع وظيفة زميله القديم فرانك رولت. وتقاعد سينكوف من منصبه في وكالة الأمن القومي عام 1962.
وفي عام 1966 ألف كتاب «تحليل الشفرات للمبتدئين: نهج رياضي» وهو من بين أول الكتب التي تتحدث عن هذا الموضوع، وهو يستهدف طلاب الثانوية وهو متاح للعامة.

## تقاعده
عاش سينكوف في أريزونا بعد تقاعده من مهنتين: أولهما في وكالة الأمن القومي (والجهات التي تسبقها) التي استمرت لـ 32 عامًا، وتليها عمله أستاذًا في الرياضيات لدى جامعة ولاية أريزونا.
ردهة المشاهير
أُضيف العقيد سينكوف إلى قائمة ردهة المشاهير الخاصة بالاستخبارات العسكرية.